# Craig R. Baxley
Craig R. Baxley (* 20. Oktober 1949 in Los Angeles, Kalifornien) ist ein US-amerikanischer Regisseur und ehemaliger Stunt-Koordinator. Einen Namen machte er sich vor allem mit der Inszenierung einiger auf Stephen Kings Ideen basierenden Filmen und Mini-Serien wie etwa Der Sturm des Jahrhunderts.

## Karriere
Seine Karriere im Filmgeschäft begann er als Second Unit Director und Stunt-Koordinator. Des Weiteren betätigte er sich auch als Schauspieler. Seine ersten Erfahrungen als Regisseur macht er mit der Inszenierung einiger Episoden der Fernseh-Actionserie Das A-Team Mitte der 1980er Jahre. Sein Spielfilmdebüt gab er 1988 mit dem Actionfilm Action Jackson.
Sein Vater, Paul Baxley, war ebenfalls als Stuntman, aber als Schauspieler im Filmgeschäft tätig.

## Filmografie (Auswahl)
- 1988: Action Jackson
- 1990: Dark Angel (Dark Angel (I come In Peace))
- 1991: Stone Cold – Kalt wie Stein (Stone Cold)
- 1997: Under Pressure (Bad Day On the Block)
- 1999: Der Sturm des Jahrhunderts (Storm of the Century, Miniserie)
- 2002: Stephen Kings Haus der Verdammnis (Rose Red, Miniserie)
- 2002: The Glow – Der Schein trügt (The Glow)
- 2002: Sniper 2 (Fernsehfilm)
- 2003: Das Tagebuch der Ellen Rimbauer (The Diary of Ellen Rimbauer)
- 2004: Kingdom Hospital (Miniserie)
- 2005: Finale – Die Welt im Krieg (Left Behind: World at War)
- 2005: Bermuda Dreieck – Tor zu einer anderen Zeit (The Triangle)
- 2006: Das verschwundene Zimmer (The Lost Room, Miniserie)